# Fairhaven (Oregon)
Fairhaven az Amerikai Egyesült Államok északnyugati részén, Oregon állam Klamath megyéjében elhelyezkedő önkormányzat nélküli település.